# Laron-Syndrom
Das Laron-Syndrom, auch als primäre GH-Insensitivität, GH-Rezeptor-Mangel, Kleinwuchs durch Wachstumshormonresistenz, primäre Wachstumshormon-Insensitivität oder Wachstumshormon-Rezeptor-Mangel bezeichnet, ist eine sehr seltene, autosomal-rezessiv vererbte Krankheit, die sich vor allem durch einen Minderwuchs bei den betroffenen Patienten manifestiert.

## Häufigkeit
Das Laron-Syndrom ist eine ausgesprochen seltene Erbkrankheit. Weltweit wurden bisher etwa 200 bis 300 Fälle beschrieben.

## Klinisches Bild und Diagnostik

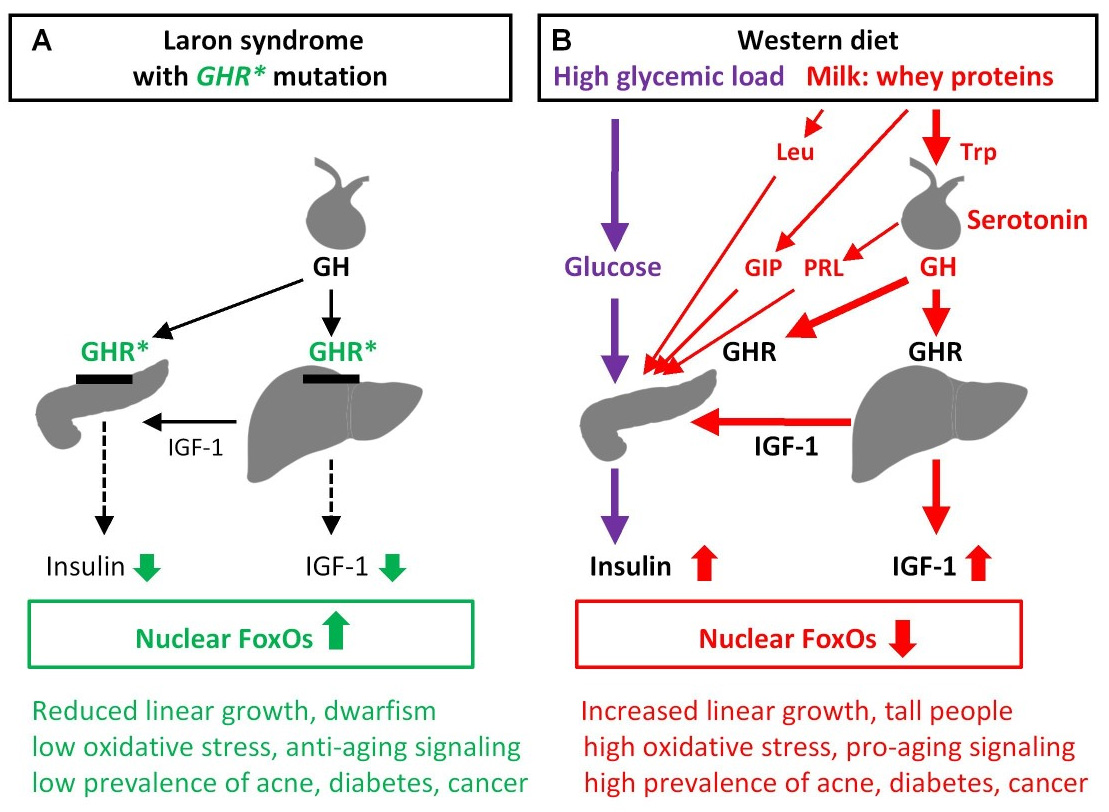
Die Signalwege bei Patienten mit Laron-Syndrom (links) im Vergleich zu den Signalwegen „gesunder“ Menschen mit westlicher Ernährung.

Patienten mit dem Laron-Syndrom haben einen angeborenen Mangel an funktionstüchtigen Rezeptoren für das Wachstumshormon Somatotropin. Durch einen genetischen Defekt im Somatotropin-Rezeptor (GHR, growth hormone receptor) kann das Somatotropin (GH, growth hormone) nicht die Expression des insulinähnlichen Wachstumsfaktors 1 (IGF-I, insulin-like growth factor I) aktivieren.
Minderwuchs, Gesichtsmissbildungen, stammbetonte Adipositas, später Pubertätsbeginn und rezidivierende Hypoglykämien sind typisch für das Laron-Syndrom. Im Plasma finden sich extrem niedrige Spiegel für den IGF-1 und deutlich erhöhte Werte für Somatotropin. Somatotropin-bindendes Protein (GHBP), die lösliche Isoform von GHR, ist im Plasma entweder stark erniedrigt oder völlig abwesend oder funktionslos.
Kinder weisen eine erhöhte Infektionsanfälligkeit auf.
Die stark reduzierte Ausschüttung an IGF-I bewirkt nicht nur einen Minderwuchs. Patienten mit Laron-Syndrom haben eine wesentlich reduzierte Wahrscheinlichkeit an Krebs, Akne und Diabetes mellitus zu erkranken. Auch das Altern findet verlangsamt statt. Eine ecuadorianische Population in der Provinz Loja von 99 Patienten mit Laron-Syndrom wurde 22 Jahre medizinisch überwacht. In dieser Gruppe wurde in dieser Zeit ein nichtletales Malignom und kein Fall von Diabetes mellitus beobachtet. In der Kontrollgruppe lag dagegen die Prävalenz für Krebs bei 17 % und für Diabetes bei 5 %.
Diese epidemiologischen Daten führen zu Spekulationen, ob durch ein künstliches Absenken des IGF-1-Spiegels das Altern verlangsamt und die Wahrscheinlichkeit, an Krebs zu erkranken, reduziert werden kann.
Dwarf-Mäuse weisen ebenfalls ein Defizit in GHR auf und haben eine erheblich höhere Lebenserwartung als der Wildtyp.

## Genetik
Das GHR-Gen, das für den Somatotropin-Rezeptor kodiert, befindet sich beim Menschen auf Chromosom 5, Genlocus p13–p12. Das Genprodukt besteht aus 638 Aminosäuren und ist membranständig.
Die Mutationen im GHR können entweder die Bindung von GH an die extrazelluläre Domäne (Ektodomäne) unterbinden oder die Dimerisierung des Rezeptors nach dem Andocken des Somatotropins blockieren. Beides führt dazu, dass die Zellen der betroffenen Patienten nur sehr geringe Mengen an IGF-1 exprimieren.
Die Defekte im GHR-Gen, die zum Laron-Syndrom führen können, sind heterogen und umfassen Gendeletionen, sowie Nonsense-, Missense-, Frameshift- und Splice-Site-Mutationen, sowie wiederholende CpG-Dinukleotid-Substitutionen, die alle im Wesentlichen die extrazellulären Domänen von GHR betreffen. Insgesamt wurden über 30 verschiedene GHR-deaktivierende Mutationen gefunden.
In einer ecuadorianischen Population spanischer Abstammung mit geringem genetischem Austausch durch Inzucht beim Menschen findet sich in Exon 6 eine homozygote Substitution eines einzelnen Nukleotids.

## Behandlung und Prognose
Seit 1986 ist biotechnologisch produziertes IGF-I (rhIGF-I, rekombinantes humanes IGF-I) in ausreichenden Mengen verfügbar, so dass damit vom Laron-Syndrom betroffene Kinder behandelt werden können. Die Prognose ist – auch ohne Behandlung – günstig. Die Patienten können, abgesehen von den täglichen Behinderungen, die ein Minderwuchs bedingt, ein weitgehend normales Leben führen.

## Erstbeschreibung
Das Laron-Syndrom wurde erstmals 1966 von einer Arbeitsgruppe um den israelischen Kinderendokrinologen Zvi Laron (* 1927) beschrieben. Nach ihm wurde die Erkrankung auch benannt. Die klinischen Untersuchungen begannen indes bereits 1958 an einer Gruppe kleinwüchsiger Kinder, die im Serum hohe Spiegel von Wachstumshormonen aufwiesen. Danach konnte die Ursache der Erkrankung als molekularer Defekt am Wachstumshormonrezeptor (Somatotropin-Rezeptor) identifiziert werden.

## Weiterführende Literatur
Fachliteratur
- L. Kornreich, O. Konen u. a.: The globe and orbit in Laron syndrome. In: AJNR. Band 32, Nummer 8, September 2011, S. 1560–1562, ISSN 1936-959X. doi:10.3174/ajnr.A2573. PMID 21757529.
- O. R. Cotta, L. Santarpia u. a.: Primary growth hormone insensitivity (Laron syndrome) and acquired hypothyroidism: a case report. In: Journal of medical case reports. Band 5, 2011, S. 301, ISSN 1752-1947. doi:10.1186/1752-1947-5-301. PMID 21745362. PMC 3141726 (freier Volltext).
- Z. Laron: The GH-IGF1 axis and longevity. The paradigm of IGF1 deficiency. In: Hormones Band 7, Nummer 1, 2008, S. 24–27, ISSN 1109-3099. PMID 18359741. (Review).
- O. Shevah, Z. Laron: Patients with congenital deficiency of IGF-I seem protected from the development of malignancies: a preliminary report. In: Growth hormone & IGF research: official journal of the Growth Hormone Research Society and the International IGF Research Society Band 17, Nummer 1, Februar 2007, S. 54–57, ISSN 1096-6374. doi:10.1016/j.ghir.2006.10.007. PMID 17166755.
- M. J. Walenkamp, J. M. Wit: Genetic disorders in the growth hormone - insulin-like growth factor-I axis. In: Hormone research Band 66, Nummer 5, 2006, S. 221–230, ISSN 0301-0163. doi:10.1159/000095161. PMID 16917171. (Review).
- C. A. Benbassat, V. Eshed, M. Kamjin, Z. Laron: Are adult patients with Laron syndrome osteopenic? A comparison between dual-energy X-ray absorptiometry and volumetric bone densities. In: The Journal of clinical endocrinology and metabolism Band 88, Nummer 10, Oktober 2003, S. 4586–4589, ISSN 0021-972X. PMID 14557426.

Populärwissenschaftliche Artikel
- wbr/dapd: Medizinisches Phänomen – Mutation schützt vor Krebs und Diabetes In: Spiegel Online vom 18. Februar 2011
- Laron-Syndrom: Kleinwüchsigkeit schützt vor Krebs und Diabetes. (Memento vom 16. März 2016 im Internet Archive) In: Ärzteblatt vom 18. Februar 2011